# Seven Sudamericano Femenino 2014
El Seven Sudamericano Femenino del 2014 fue la décima edición del torneo que organiza la Confederación Sudamericana y la segunda vez que se celebró en Chile. Compitieron 7 selecciones y tuvo la particularidad de jugarse dentro de los X Juegos Suramericanos, por lo que se entregó medallas a los 3 equipos mejor ubicados. Los partidos se llevaron a cabo en el Centro de Alto Rendimiento del Rugby (CARR) perteneciente a la Federación chilena ubicado en el Parque Mahuida de Santiago.

## Sede
| Santiago                                  |
| ----------------------------------------- |
| Centro de Alto Rendimiento Parque Mahuida |

## Equipos participantes
| Equipos participantes | Equipos participantes | Equipos participantes | Equipos participantes |
| --------------------- | --------------------- | --------------------- | --------------------- |
| Argentina             | Brasil                | Chile                 | Colombia              |
| Paraguay              | Uruguay               | Venezuela             |                       |

## Clasificación

### Posiciones
| Pos. | Equipo    | Encuentros | Encuentros | Encuentros | Encuentros | Tantos  | Tantos    | Tantos     | Puntos |
| Pos. | Equipo    | jugados    | ganados    | empatados  | perdidos   | a favor | en contra | diferencia | Puntos |
| ---- | --------- | ---------- | ---------- | ---------- | ---------- | ------- | --------- | ---------- | ------ |
| 1    | Brasil    | 6          | 6          | 0          | 0          | 209     | 5         | + 204      | 12     |
| 2    | Argentina | 6          | 5          | 0          | 1          | 104     | 65        | + 39       | 10     |
| 3    | Uruguay   | 6          | 4          | 0          | 2          | 74      | 64        | + 10       | 8      |
| 4    | Colombia  | 6          | 2          | 0          | 4          | 50      | 79        | - 29       | 4      |
| 5    | Chile     | 6          | 2          | 0          | 4          | 47      | 100       | - 53       | 4      |
| 6    | Paraguay  | 6          | 2          | 0          | 4          | 38      | 103       | - 65       | 4      |
| 7    | Venezuela | 6          | 0          | 0          | 6          | 25      | 131       | - 106      | 0      |

Nota: Se otorgan 2 puntos al equipo que gane un partido, 1 al que empate y 0 al que pierda
|  | Clasifica a la final por el oro |

|  | Clasifica a la final por el bronce |

### Resultados
| 8 de marzo, 9:15 | Argentina | 22 - 0 | Paraguay | CARR, Santiago, Chile |  |

| 8 de marzo, 9:35 | Uruguay | 21 - 5 | Chile | CARR, Santiago, Chile |  |

| 8 de marzo, 10:35 | Brasil | 44 - 0 | Paraguay | CARR, Santiago, Chile |  |

| 8 de marzo, 10:55 | Argentina | 21 - 12 | Colombia | CARR, Santiago, Chile |  |

| 8 de marzo, 11:15 | Uruguay | 15 - 5 | Venezuela | CARR, Santiago, Chile |  |

| 8 de marzo, 12:35 | Brasil | 48 - 0 | Venezuela | CARR, Santiago, Chile |  |

| 8 de marzo, 12:55 | Uruguay | 14 - 7 | Colombia | CARR, Santiago, Chile |  |

| 8 de marzo, 13:15 | Argentina | 17 - 7 | Chile | CARR, Santiago, Chile |  |

| 8 de marzo, 14:35 | Brasil | 17 - 0 | Colombia | CARR, Santiago, Chile |  |

| 8 de marzo, 14:55 | Chile | 15 - 0 | Venezuela | CARR, Santiago, Chile |  |

| 8 de marzo, 15:15 | Paraguay | 5 - 17 | Uruguay | CARR, Santiago, Chile |  |

| 8 de marzo, 16:35 | Brasil | 34 - 5 | Argentina | CARR, Santiago, Chile |  |

| 8 de marzo, 16:55 | Venezuela | 5 - 7 | Paraguay | CARR, Santiago, Chile |  |

| 8 de marzo, 17:15 | Colombia | 14 - 5 | Chile | CARR, Santiago, Chile |  |

| 9 de marzo, 9:40 | Brasil | 32 - 0 | Uruguay | CARR, Santiago, Chile |  |

| 9 de marzo, 10:00 | Venezuela | 5 - 29 | Argentina | CARR, Santiago, Chile |  |

| 9 de marzo, 10:20 | Chile | 15 - 14 | Paraguay | CARR, Santiago, Chile |  |

| 9 de marzo, 11:40 | Brasil | 34 - 0 | Chile | CARR, Santiago, Chile |  |

| 9 de marzo, 12:00 | Colombia | 0 - 12 | Paraguay | CARR, Santiago, Chile |  |

| 9 de marzo, 12:20 | Argentina | 10 - 7 | Uruguay | CARR, Santiago, Chile |  |

| 9 de marzo, 13:40 | Venezuela | 10 - 17 | Colombia | CARR, Santiago, Chile |  |

## Finales

### Medalla bronce
| 9 de marzo, 15:20 | Uruguay | 5 - 0   | Colombia | CARR, Santiago, Chile |  |
|                   |         | Reporte |          |                       |  |

### Medalla oro
| 9 de marzo, 16:20 | Brasil | 40 - 0  | Argentina | CARR, Santiago, Chile |  |
|                   |        | Reporte |           |                       |  |

## Posiciones
| Posición | Selección |
| -------- | --------- |
| Oro      | Brasil    |
| Oro      | Argentina |
| Oro      | Uruguay   |
| 4        | Colombia  |
| 5        | Chile     |
| 6        | Paraguay  |
| 7        | Venezuela |